# Монкалијери
Монкалијери (итал. Moncalieri) град је у Италији у регији Пијемонт. Према процени из 2010. у граду је живело 58.320 становника.

## Становништво
Према резултатима пописа становништва 2011. у општини је живело 55.875 становника.
| 1931.  | 1936.  | 1951.  | 1961.  | 1971.  | 1981.  | 1991.  | 2001.  | 2011.  |
| ------ | ------ | ------ | ------ | ------ | ------ | ------ | ------ | ------ |
| 21.018 | 21.181 | 26.039 | 34.857 | 56.115 | 64.035 | 59.700 | 53.350 | 55.875 |

## Градови побратими
- Баден-Баден
- Argyroupoli